# Ulica Bytomska w Mysłowicach
Ulica Bytomska w Mysłowicach – ulica w Mysłowicach, położona w północnej części miasta, w granicach dzielnic Stare Miasto i Szopena-Wielka Skotnica.
Jest to najdłuższa ulica zabytkowego założenia urbanistycznego mysłowickiego Starego Miasta, którego historia sięga czasów lokacyjnych miasta z przełomu XIII i XIV wieku. W jej rejonie stanęły dwa mysłowickie kościoły: Mariacki i Świętego Krzyża, a także zabudowa dworska. Od drugiej połowy XIX wieku ulica uległa przeobrażeniu – zaczęły powstawać przy niej kamienice mieszczańskie, a także stała się jedną z głównych ulic handlowych miasta.
Nazwa ulicy pochodzi od nazwy miasta Bytom, w kierunku którego ta ulica prowadzi.

## Przebieg

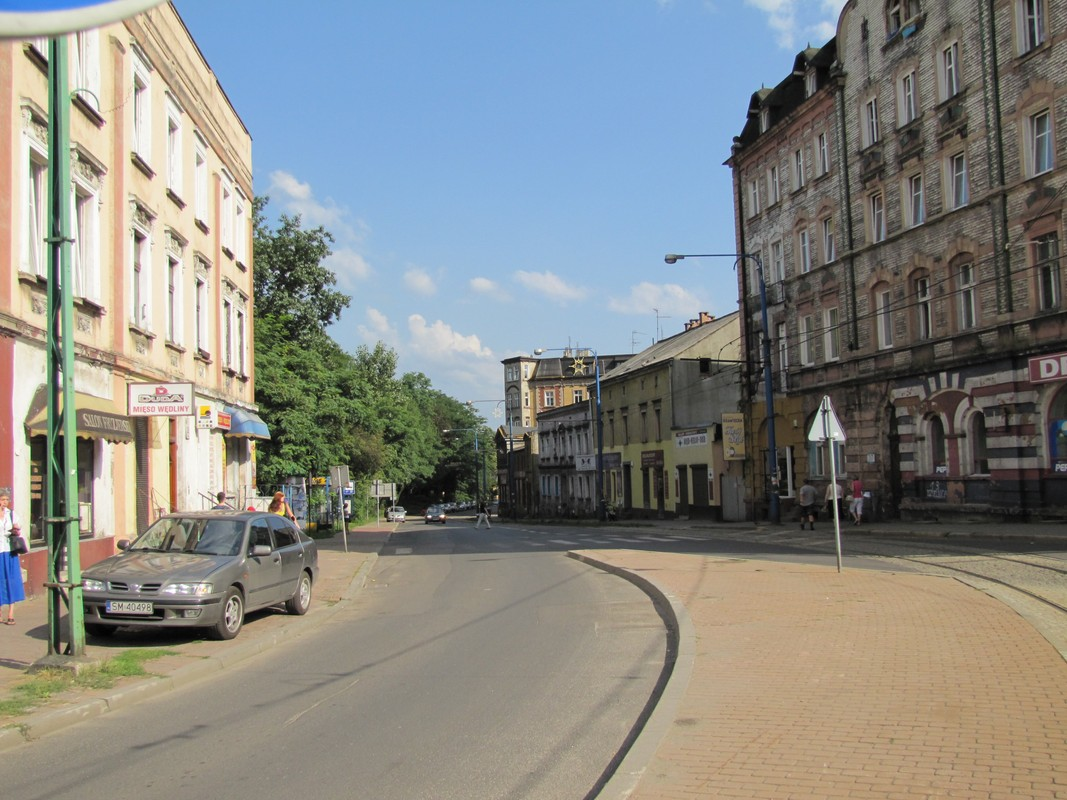
Ulica Bytomska na wysokości ulicy B. Świerczyny (2010)

Ulica Bytomska przebiega przez teren mysłowickich dzielnic Stare Miasto i Szopena-Wielka Skotnica, a na części długości stanowi ona dodatkowo granicę z Piaskiem.
Numeracja budynków przy ulicy Bytomskiej zaczyna się od strony południowo-wschodniej, gdzie krzyżuje się ona z Rynkiem w jego południowo-zachodnim narożniku. Ulica za skrzyżowaniem z ulicą Starokościelną biegnie w kierunku północno-zachodnim lekkim łukiem skręcającym w lewą stronę. Do skrzyżowana z ulicą B. Świerczyny ulica Bytomska po lewej stronie krzyżuje się kolejno z ulicami: Żwirki i Wigury, Jagiellońską, J. Słowackiego, Zamkową i J. Dąbrowskiego, a po prawej z ulicami H. Kołłątaja i Przemszy oraz z placem Mieroszewskich. Na tym odcinku równolegle do jezdni biegnie dodatkowo linia tramwajowa.
Za skrzyżowaniem z ulicą B. Świerczyny ulica Bytomska ciągnie się w kierunku zachodnim, dalej zataczając lekki łuk w lewą stronę. Kieruje się ona do ulicy Katowickiej, gdzie kończy ona swój bieg na rondzie. Na tym odcinku ulica stanowi granicę pomiędzy dzielnicami Piasek (na północ od jezdni ulicy) i Stare Miasto, natomiast za torami kolejowymi linii kolejowej nr 138 ulica Bytomska wchodzi na teren dzielnicy Szopena-Wielka Skotnica. Na odcinku pomiędzy ulicami B. Świerczyny i Katowicką ulica krzyżuje się jedynie z ulicą Towarową po swojej lewej stronie.

## Charakterystyka

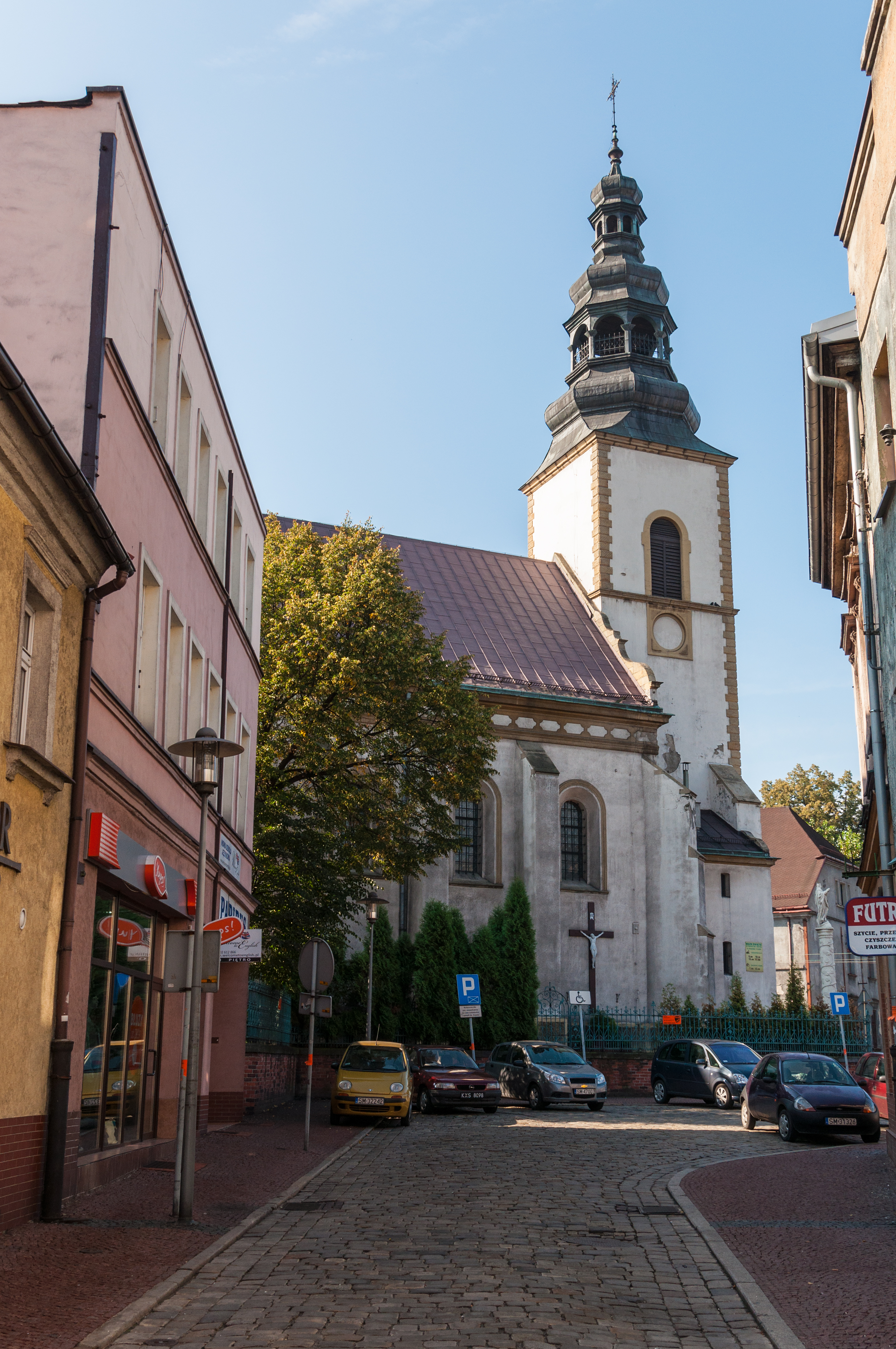
Początkowy fragment ulicy Bytomskiej w 2013 roku; w tle kościół Narodzenia Najświętszej Maryi Panny

Ulica Bytomska to droga powiatowa nr 8806S o klasie drogi zbiorczej (Z). Jest także najdłuższą ulicą na mysłowickim Starym Mieście, której długość wynosi około 900 m. Prócz początkowego fragmentu przy Rynku ulica posiada nawierzchnię bitumiczną o szerokości 7,1 m. W systemie TERYT widnieje ona pod numerem 02528, a kod pocztowy dla adresów wzdłuż niej to 41-400.
Według stanu z czerwca 2023 roku, wzdłuż ulicy Bytomskiej na odcinku pomiędzy ulicą B. Świerczyny a ulicą Katowicką kursują autobusy na zlecenie Zarządu Transportu Metropolitalnego (ZTM). Na sąsiedniej ulicy Towarowej znajduje się przystanek Mysłowice Bytomska, z którego odjeżdżały wówczas autobusy kursujące w kierunku Katowic (centrum przesiadkowe Zawodzie), Jaworzna i Sosnowca. Ponadto wzdłuż ulicy Bytomskiej na odcinku pomiędzy ulicą Starokościelną a ulicą B. Świerczyny ciągnie się linia tramwajowa łącząca Mysłowice z Katowicami.
Ulica Bytomska jest najgęściej zabudowaną ulicą w rejonie mysłowickiego Starego Miasta, z czego najwięcej zabudowy koncentruje się na odcinku pomiędzy ulicą Żwirki i Wigury a ulicą Jagiellońską. Zabudowę tworzą głównie mieszczańskie kamienice z przełomu XIX i XX wieku. Część z nich cechuje się znacznymi wartościami architektonicznymi, reprezentujących różne style architektoniczne, przeważnie eklektyzm.
Ulica Bytomska jest częścią średniowiecznego założenia urbanistycznego miasta Mysłowice z czworobocznym Rynkiem, od którego w liniach prostych rozbiegają się cztery ulice, w tym Bytomska. Jest on wpisany do rejestru zabytków nieruchomych pod nr. A/1183/72.
Bezpośrednio przy ulicy Bytomskiej znajduje się park Zamkowy – jego starsza część o typowo parkowym charakterze z alejkami i elementami małej architektury.
Wzdłuż ulicy Bytomskiej na odcinku pomiędzy placem Mieroszewskich a ulicą Towarową biegnie czerwony szlak turystyczny – Szlak im. Mariana Kantora-Mirskiego.

## Historia

### Do XIX wieku

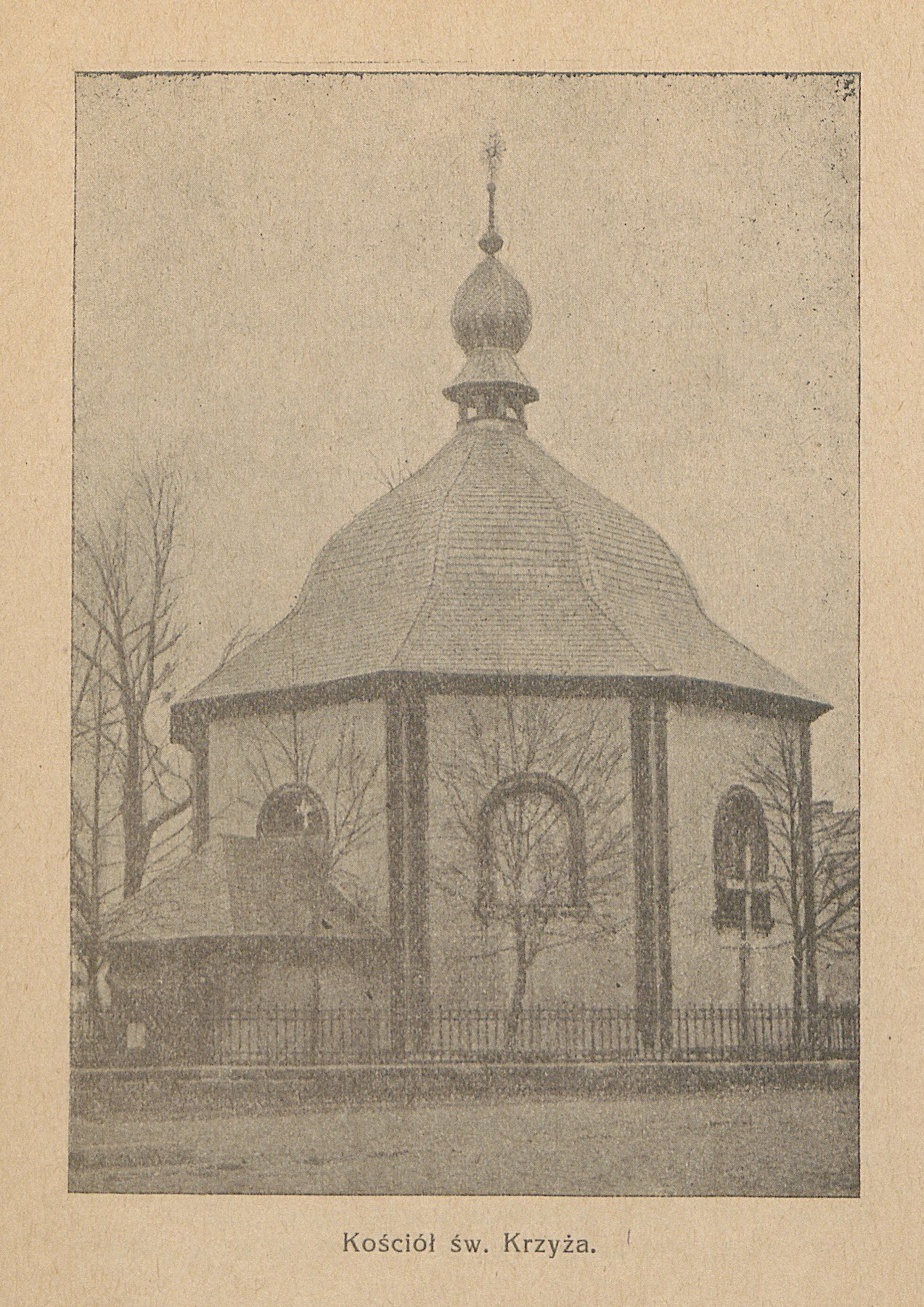
Kościół Świętego Krzyża na zdjęciu wydanym w 1928 roku

Pierwotne, średniowieczne założenie miejskie Mysłowic lokowane na prawie magdeburskim wykształciło się na przełomie XIII i XIV wieku. Zostało ono usytuowane około 200 m na południowy wschód od przedlokacyjnej osady. W środku obszaru wytyczono czworoboczny rynek, od którego w prostych liniach rozbiegały się ulice. Miasto znajdowało się na trasie szlaku solnego prowadzącego z Wieliczki do Wrocławia przez Kraków i Bytom. Dostępu do miasta strzegły bramy, w tym znajdująca się od strony zachodniej Brama Bytomska.
Prawdopodobnie jeszcze w drugiej połowie XIII wieku w rejonie skrzyżowania ulic Bytomskiej i Starokościelnej został wzniesiony kościół Narodzenia Najświętszej Maryi Panny (kościół Mariacki). Był on wówczas obiektem w stylu gotyckim. W 1587 roku uległ on zniszczeniu i po odbudowie został on konsekrowany w 1598 roku.
W latach 1536–1546 na obszarze późniejszego parku Zamkowego przy ulicy Bytomskiej Salomonowie herbu Łabędź wznieśli pierwszą siedzibę szlachecką. Był to prawdopodobnie drewniany dwór alkierzowy na kamiennej podmurówce. W XVII wieku zamieszkali w nim nowi właściciele Mysłowic – Mieroszewscy herbu Ślepowron.
Na skrzyżowaniu późniejszych ulic Bytomskiej i B. Świerczyny powstał kościół Świętego Krzyża, o którym najstarsza wzmianka pochodzi z 1598 roku. Powstał on prawdopodobnie na miejscu kaplicy zamkowej. Około 1720 roku drewniany kościół uległ zniszczeniu, a w 1740 roku został odbudowany, ponownie z drewna.
Ulica Bytomska była już zaznaczona na najstarszych planach miasta Mysłowice. Na przełomie XVI i XVII wieku była ona główną ulicą miasta. Przylegała do niej Czarna Przemsza, której koryto silnym łukiem zbliżyło się do miasta. Ulica dochodziła do kościoła Świętego Krzyża, skąd w prawo biegła w kierunku Szopienic droga łącząca Mysłowice z Bytomiem (m.in. późniejsze ulice B. Świerczyny w Mysłowicach i Wiosny Ludów w Katowicach). Lewą stronę ulicy Bytomskiej zajmowały wówczas ogrody i stodoły, które ciągnęły się za kościołem Świętego Krzyża. Zabudowa bardziej zwarta znajdowała się natomiast na części ulicy bliżej Rynku. W tym czasie zabudowa miasta była drewniana i stosunkowo uboga.
W 1617 roku doszło do pożaru spowodowanego przez nieuwagę żony mieszczanina, na skutek którego spłonął m.in. kościół Mariacki, wujostwo, południowa pierzeja Rynku, 23 domy i 5 stodół przy ulicy Bytomskiej. Kościół Mariacki został odbudowany w latach 1617–1619, a w latach 1740–1744 został on rozbudowany w stylu barokowym.
Układ miasta w drugiej połowie XVIII wieku nie uległ większym zmianom. Ulica Bytomska była wówczas zabudowana drewnianymi domami i stodołami, a jedynym murowanym budynkiem w Mysłowicach był wówczas kościół Mariacki. W latach 1780–1806 w miejscu drewnianego dworku szlacheckiego ordynat Felicjan Mieroszewski wzniósł murowany dwór w stylu klasycystycznym. Ostatnim jego mieszkańcem był Aleksander Mieroszewski. Po jego śmierci w 1846 roku budynek podupadał w ruinę, aż w latach 1875–1880 został on rozebrany.

### XIX wiek i okres przedwojenny

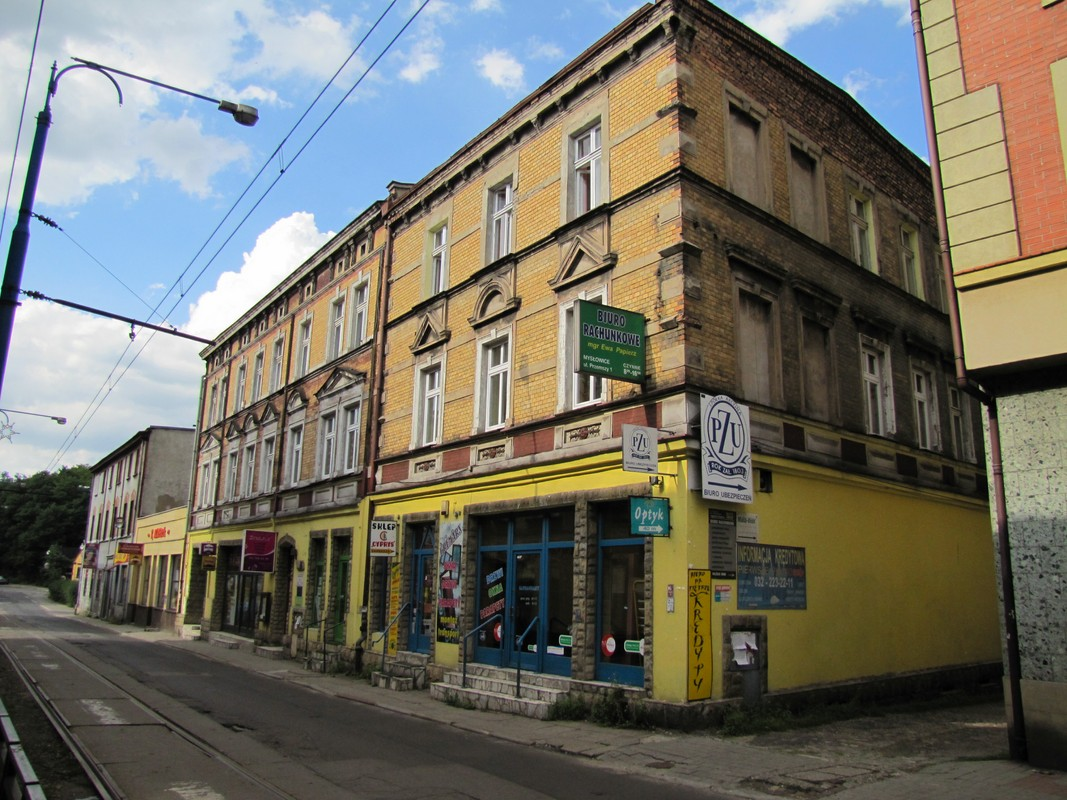
Kamienice przy ulicy Bytomskiej na wysokości ulicy Przemszy (2010)

W pierwszej połowie XIX wieku zmiany urbanistyczne Mysłowic przebiegały bardzo powoli, a życie miasta skupiało się na obszarze od kościoła Świętego Krzyża przez ulicę Bytomską po Rynek wraz z jego otoczeniem. 13 kwietnia 1807 roku, w czasie wojen napoleońskich kościół Świętego Krzyża został spalony przez walczące oddziały księcia Jana Nepomucena Sułkowskiego (strona napoleońska) i rotmistrza Wittowskiego (wojska pruskie). Został on odbudowany w 1810 roku jako obiekt murowany, a wraz z tym zlikwidowano okalający kościół cmentarz.
Uruchomienie linii kolejowej do Mysłowic 1 października 1846 roku w kolejnych latach wywarło znaczący wpływ na zabudowę miasta. Po pożarach z 1853 i 1856 roku, które doszczętnie pochłonęły wszystkie drewniane budynki, parcele wzdłuż ulicy zaczęto wypełniać murowanymi budynkami z cegły i kamienia. Zwarta zabudowa ulicy rozluźniała się w rejonie kościoła Świętego Krzyża.
Z biegiem czasu zabudowa ulicy Bytomskiej była systematycznie wypełniana, a większość z nich stanowiły masywne, wielokondygnacyjne budynki mieszkalne osób prywatnych oraz Katowickiej Spółki Akcyjnej dla Górnictwa i Hutnictwa. Sporadycznie występowały tu jeszcze piętrowe budynki drewniane. Od ulicy Bytomskiej wychodziły ulice boczne, które uzupełniono dwu- lub trójkondygnacyjnymi budynkami wielorodzinnymi.
W 1853 roku przy ulicy Bytomskiej stanęły pierwsze olejowe latarnie uliczne. W latach 1880–1885 utwardzoną nawierzchnię miały już wszystkie ulice dostosowane do ruchu kołowego na Starym Mieście, w tym ulica Bytomska. W 1894 roku przez ulicę poprowadzono wodociąg, a w tym samym roku ulica była także już wyposażona w sieć kanalizacyjną.

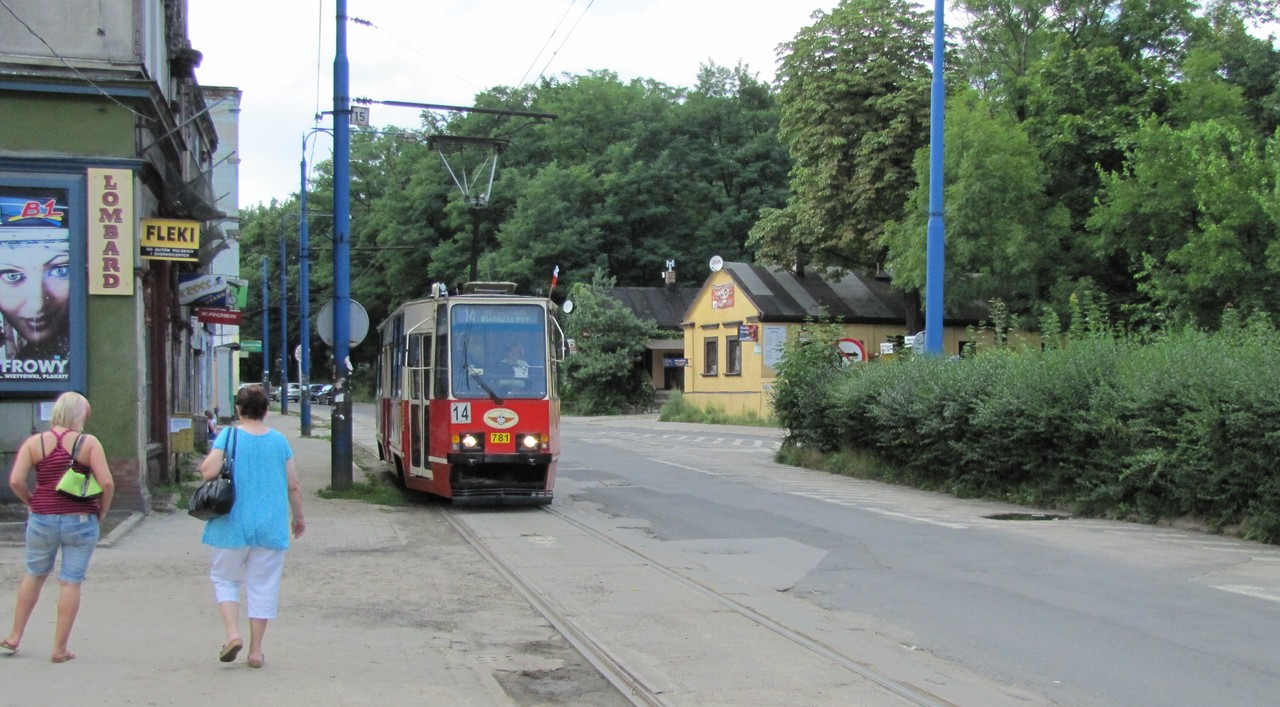
Tramwaj linii nr 14 na ulicy Bytomskiej na wysokości parku Zamkowego (2010)

Rosnący ruch pasażerski o charakterze turystycznym w latach 1870–1914 przyczynił się do rozwoju mysłowickiego handlu oraz gastronomii. Nastąpiło to szczególnie po 1890 roku, a większość placówek znajdowała się m.in. na ulicy Bytomskiej. W rejonie mysłowickiego Starego Miasta wykształciła się w tym okresie nowoczesna dzielnica handlowa. W 1913 roku w Mysłowicach było 96 placówek gastronomicznych i pod względem ich liczebności miasto było wówczas na drugim miejscu na Górnym Śląsku (zaraz za Katowicami), a wśród nich była m.in. restauracja Salo Jakobowitza przy ulicy Bytomskiej 31.
Ukształtowany do końca XIX wieku układ komunikacyjny Mysłowic okazał się niewystarczający, gdyż w mieście wzrastał ruch kołowy. Władze prowadziły wysiłki nad regulacją ulic, lecz w przypadku ulicy Bytomskiej z uwagi na jej chaotyczną zabudowę niewiele w tej kwestii udało się zrobić. Pod koniec XIX wieku przygotowano pierwsze plany poprowadzenia do Mysłowic linii tramwajowej. Trasę z Hajduk Wielkich (Chorzowa-Batorego) do Mysłowic przez Katowice i Szopienice oddano do użytku 31 października 1900 roku. Poprowadzono ją przez Piasek do kościoła Świętego Krzyża i dalej wzdłuż ulicy Bytomskiej, a następnie w kierunku ulic Krakowskiej i Powstańców do dworca kolejowego.

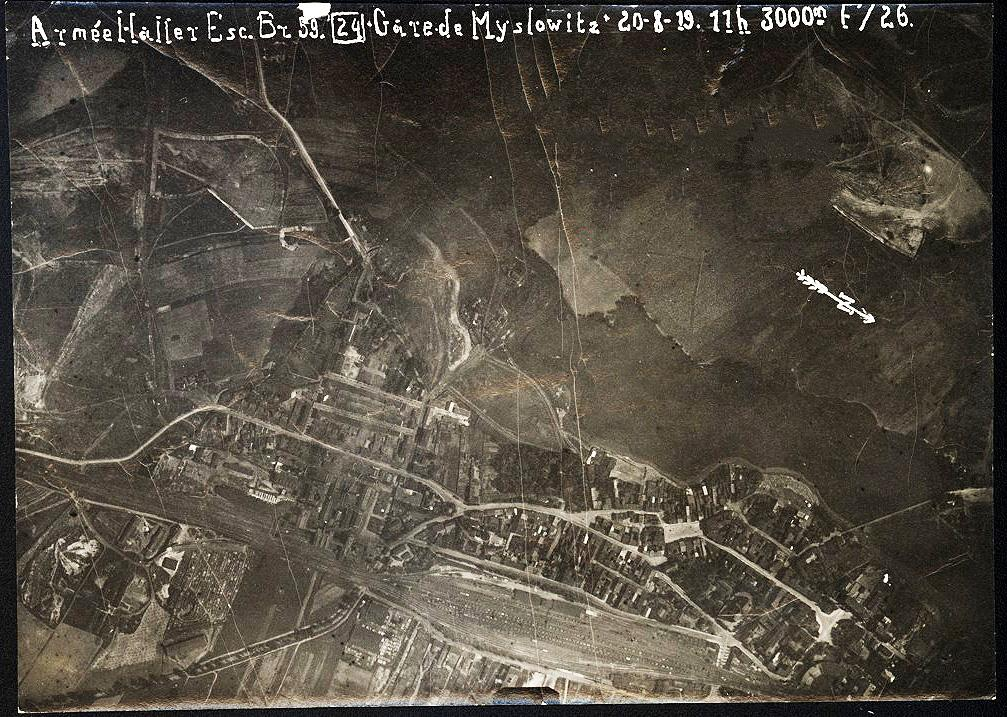
Zdjęcie lotnicze mysłowickiego Starego Miasta z 20 sierpnia 1919 roku, z widoczną ulicą Bytomską

W 1913 roku przy ulicy Bytomskiej funkcjonowały różnego typu działalności gospodarcze, w tym m.in.: pracownie kuśnierza i rymarza, placówki gastronomiczne (karczmy i piwiarnia), sklepy różnych branż (m.in. z artykułami spożywczymi, sklep obuwniczy, sklep z artykułami kolonialnymi czy sklep skórzany i z cygarami), rzeźnik, szewc, drogeria, piekarnia, stowarzyszenia, Szpital Górniczy i inne.
W 1922 roku Mysłowice zostały włączone do państwa polskiego, a do tego czasu ulica Bytomska nosiła nazwę Beuthenerstrasse. W latach międzywojennych historyczny układ urbanistyczny Mysłowic pozostawał bez zmian, a jego główna oś biegła od ulicy Bytomskiej przez Rynek do dworca kolejowego.
W latach międzywojennych ośrodkiem handlowym miasta Mysłowice dalej był ciąg ulic i placów na Starym Mieście (w tym ulica Bytomska), gdzie znajdowały się najbardziej ekskluzywne sklepy. Wśród nich były to m.in.: Skład Farb i Materiałów Budowlanych (ul. Bytomska 1), Skład Towarów Kolonialnych, Likierów i Win, Apteka „Szczęść Boże”, drogeria, Sklep Towarów Kolonialnych (ul. Bytomska 21), Sklep Towarów Żelaznych i Specjalny Wybór Maszyn i Narzędzi Rzeźniczo-Masarskich (ul. Bytomska 10), Dom Towarowy (ul. Bytomska 10) czy Sklep Artykułów Spożywczych i Kolonialnych – Artykułów Tytoniowych i Spirytualiów (ul. Bytomska 29). Przy ulicy Bytomskiej 27 funkcjonowała drukarnia, a przy ulicy Bytomskiej 13 dwa zakłady stolarskie Marcina Robaka i jego syna Karola: Górnośląska Fabryka Mebli Wyścielanych i S-ka oraz Mysłowicka Fabryka Mebli i Okien. Zakłady te miały liczne zamówienia – w tym na wykonanie drzwi, okien, balustrad i mebli do gmachu Śląskiego urzędu Wojewódzkiego w Katowicach.

### Okres powojenny

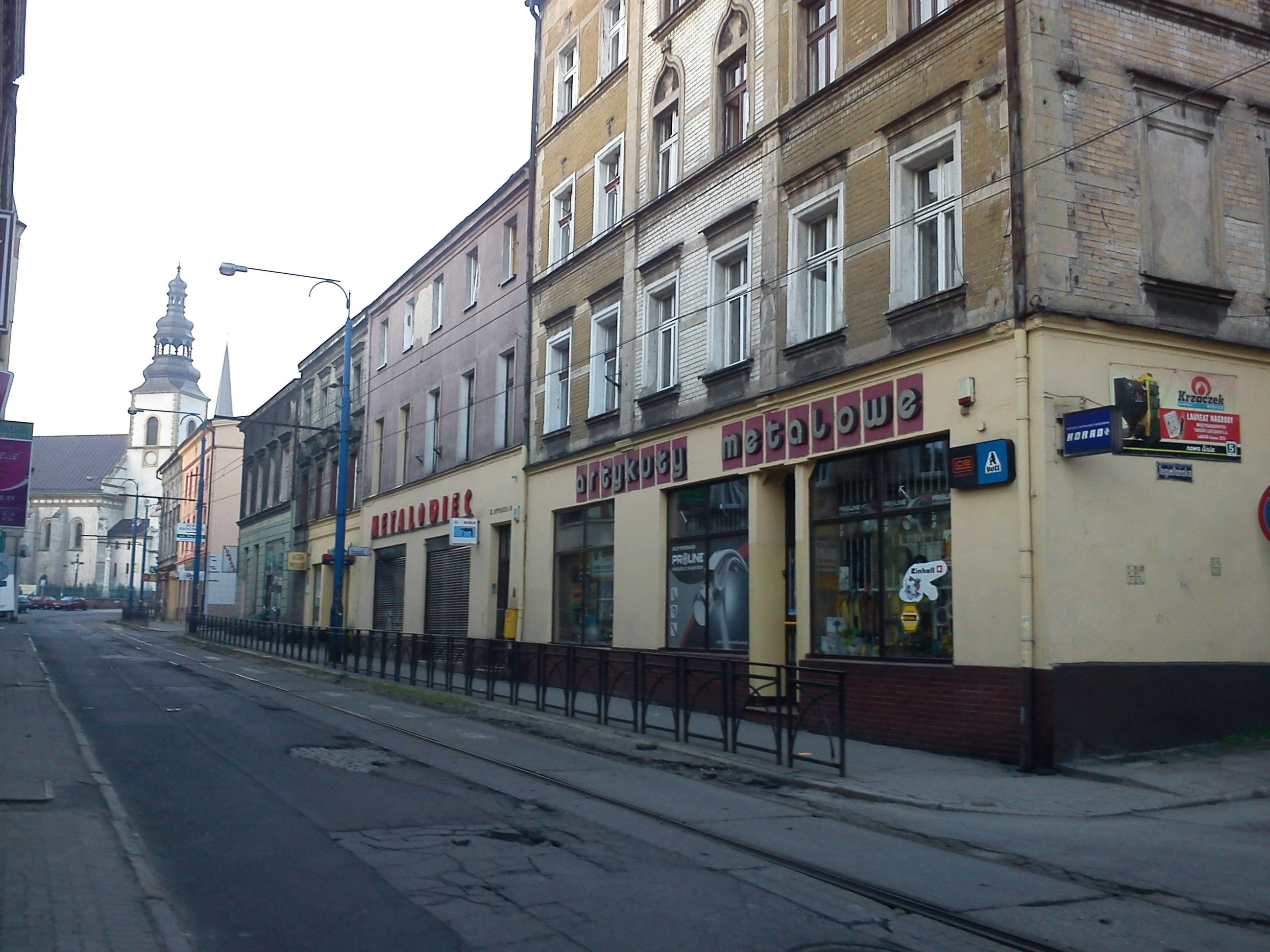
Fragment ulicy Bytomskiej w 2011 roku; w tle kościół Mariacki

W czasach Polski Ludowej ulica nosiła swoją współczesną nazwę. W tym też okresie, 5 maja 1972 roku układ urbanistyczny miasta Mysłowice wraz z ulicą Bytomską został wpisany do rejestru zabytków nieruchomych województwa katowickiego.
Na początku XXI wieku funkcje historycznego centrum miasta Mysłowice zaczęły słabnąć, dlatego też Stare Miasto silniej odczuwało kryzys ekonomiczny, stają się jego jednym z głównych obszarów problemowych. Rewitalizację podjęto doraźnie, remontując do 2014 roku jedynie kilka kamienic, w tym przy ulicy Bytomskiej 9. W lipcu 2013 roku przy ulicy Bytomskiej koncentrowało się najwięcej, bo 18,5% wszystkich działalności gospodarczych Starego Miasta i nadal stanowiła ona główną oś komunikacyjną tej części miasta. Jednocześnie znajdowało się tutaj kilkanaście nieużywanych lokali, a stan techniczny zabudowy wzdłuż ulicy był na ogół zły.
20 maja 2021 roku podpisano umowę na przebudowę ulic: Bytomskiej, Starokościelnej, K. Szymanowskiego i Powstańców, w ramach którego przewidziano przebudowę linii tramwajowej przebiegającej w tej części Mysłowic na odcinek dwutorowy, a wraz z tym modernizację innych elementów infrastruktury, w tym jezdni i chodników, a także całej infrastruktury podziemnej. Prace budowlane rozpoczęły się na początku sierpnia tego samego roku.
W połowie 2021 roku zakończył się pierwszy etap remontu kamienicy przy ulicy Bytomskiej 37, w wyniku którego odnowiono jej elewację, a do tego czasu odnowiono także kamienicę pod nr. 21. W tym też czasie trwały prace na kamienicach pod numerami 13, 27-29 i 33. Remont tej ostatniej ukończono na początku 2022 roku.

## Obiekty historyczne i zabytkowe

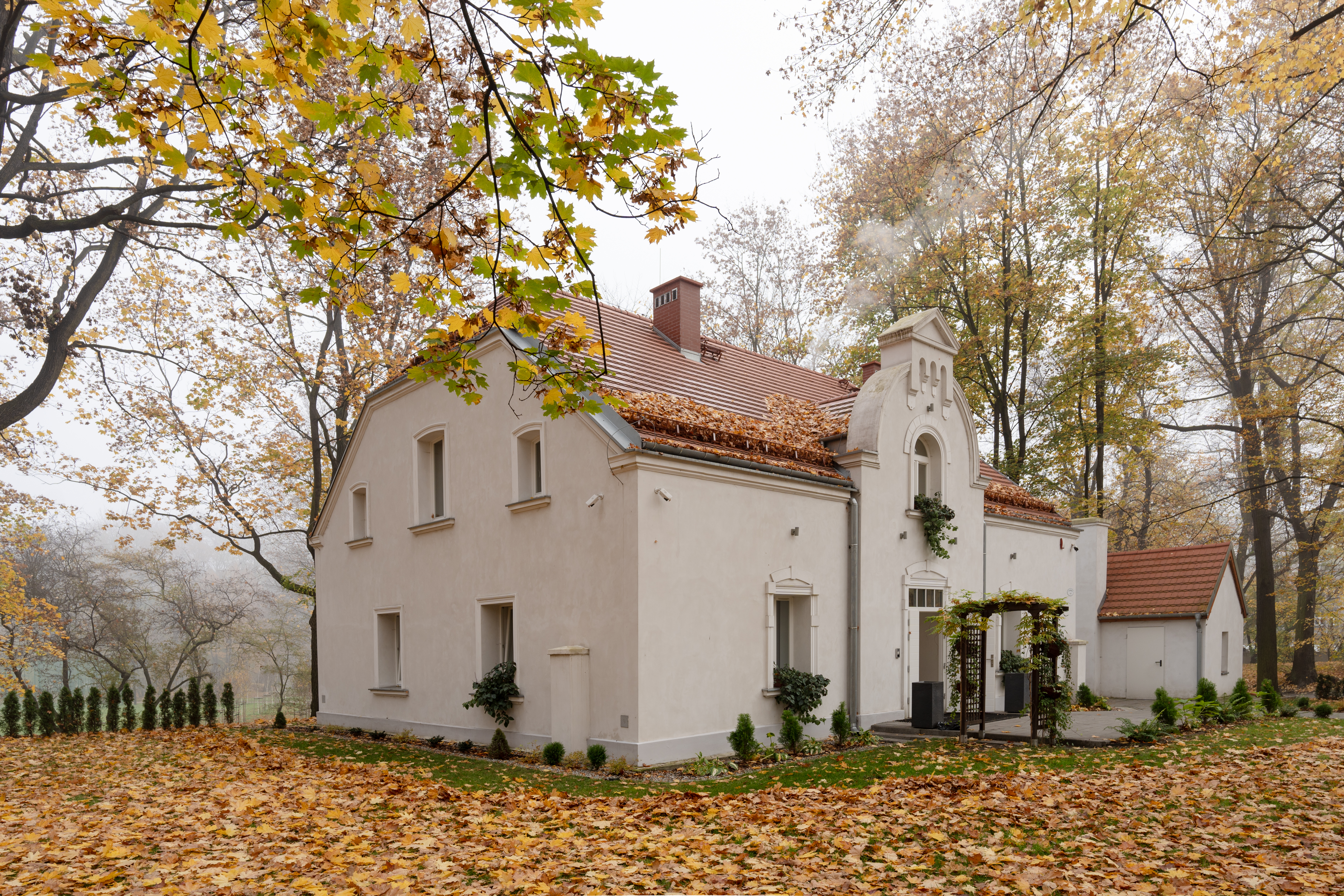
Budynek oficyny pod nr. 18d (2022)

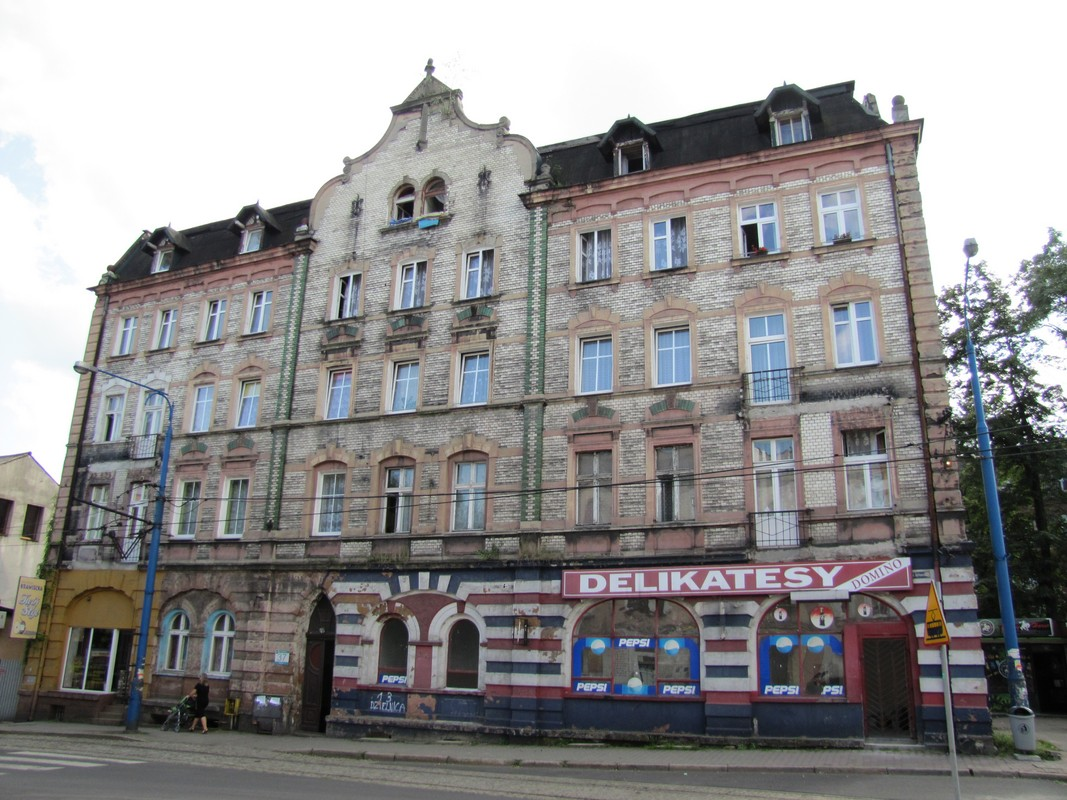
Zabytkowa kamienica przy ulicy Bytomskiej 37 w 2010 roku

- Kamienica (ul. Bytomska 9) – wyposażenie sklepu mięsnego z początku XX wieku (boazeria i posadzka) znajdujące się wewnątrz budynku wpisane jest do rejestru zabytków pod nr. B/628/92[60],
- Kamienica (ul. Bytomska 10) – w stylu modernizmu[61],
- Kamienica (ul. Bytomska 17 i 17a)[62],
- Budynki bramne (ul. Bytomska 18a i 18b) – w zespole mysłowickiego dworu, na terenie parku Zamkowego[21],
- Oficyna kuchenna (ul. Bytomska 18d) – w zespole mysłowickiego dworu, na terenie parku Zamkowego[21],
- Kamienica (ul. Bytomska 19) – w stylu neobaroku[61],
- Kamienica (ul. Bytomska 37) – z 1907 roku według projektu E. Knauta; jest to obiekt wolnostojący, trójkondygnacyjny z poddaszem i secesyjną attyką, zwieńczony dachem łamanym z lukarnami; fasada kamienicy na poziomie parteru jest boniowana, a na wyższych kondygnacjach jest ona licowana białą cegłą z detalami z cegły zielonej oraz w tynku[63]; kamienica wpisana do gminnej ewidencji zabytków[64],
- Pawilon główny Szpitala nr 2 w Mysłowicach (ul. Bytomska 39) – z 1910–1911 roku z elementami stylu neogotyku i neoromantyzmu; jest to obiekt murowany z cegły, pięciokondygnacyjny i wieloskrzydłowy, zwieńczony dachem wielospadowym krytym dachówką; elewacja północno-zachodnia gmachu posiada maswerk z blendami zakończonymi ostrymi łukami[65]; gmach wpisany jest do gminnej ewidencji zabytków[64],
- Pawilon boczny Szpitala nr 2 w Mysłowicach (ul. Bytomska 39)[62],
- Budynek administracyjny Szpitala nr 2 w Mysłowicach (ul. Bytomska 41) – z około 1900 roku; jest to obiekt murowany z cegły, wolnostojący, piętrowy z poddaszem, zwieńczony dachem dwuspadowym; elewacja budynku jest siedmioosiowa, z drobnymi detalami wokół okien[66]; wpisany jest do gminnej ewidencji zabytków[64],
- Wiadukt kolejowy (ul. Bytomska) – w ciągu linii kolejowej nr 138[67].

Dodatkowo u zbiegu ulic Bytomskiej i B. Świerczyny znajduje się kościół Świętego Krzyża, a przy skrzyżowaniu ulic Bytomskiej i Starokościelnej kościół Narodzenia Najświętszej Maryi Panny z XVIII wieku, reprezentujący styl barokowy.

## Gospodarka i instytucje
Na początku 2024 roku w systemie REGON zarejestrowanych było 129 podmiotów gospodarczych z siedzibą przy ulicy Bytomskiej, w tym m.in.: Samodzielny Publiczny Zakład Opieki Zdrowotnej Szpital nr 2 im. dr. Tadeusza Boczonia w Mysłowicach (ul. Bytomska 41) i inne placówki ochrony zdrowia, Stowarzyszenie Miłośników Śląskiej Tradycji Kultury i Historii (ul. Bytomska 7), sklepy wielobranżowe, przedsiębiorstwa handlowo-usługowe, wspólnota mieszkaniowa, spółdzielnie socjalna, agencje ubezpieczeniowe, kancelarie prawne, biuro rachunkowe, związki zawodowe, przedsiębiorstwa budowlane, fotograf, przedsiębiorstwo usług turystycznych, zegarmistrz, fryzjer i inne.
Wierni rzymskokatoliccy mieszkający przy ulicy Bytomskiej przynależą do parafii Świętego Krzyża.